# Заньковецької, 5/2
Будинок № 5/2 (Другий будинок кооперативу «Радянський лікар», або «Другий будинок лікаря») — житловий будинок за проєктом архітектора Павла Альошина, який розташований на розі вулиць Заньковецької і Богдана Ступки.
Один із помітних зразків споруд, зведених у Києві у стилі конструктивізму.
Пам'ятка історії й архітектури місцевого значення.

## Будівництво і використання будівлі

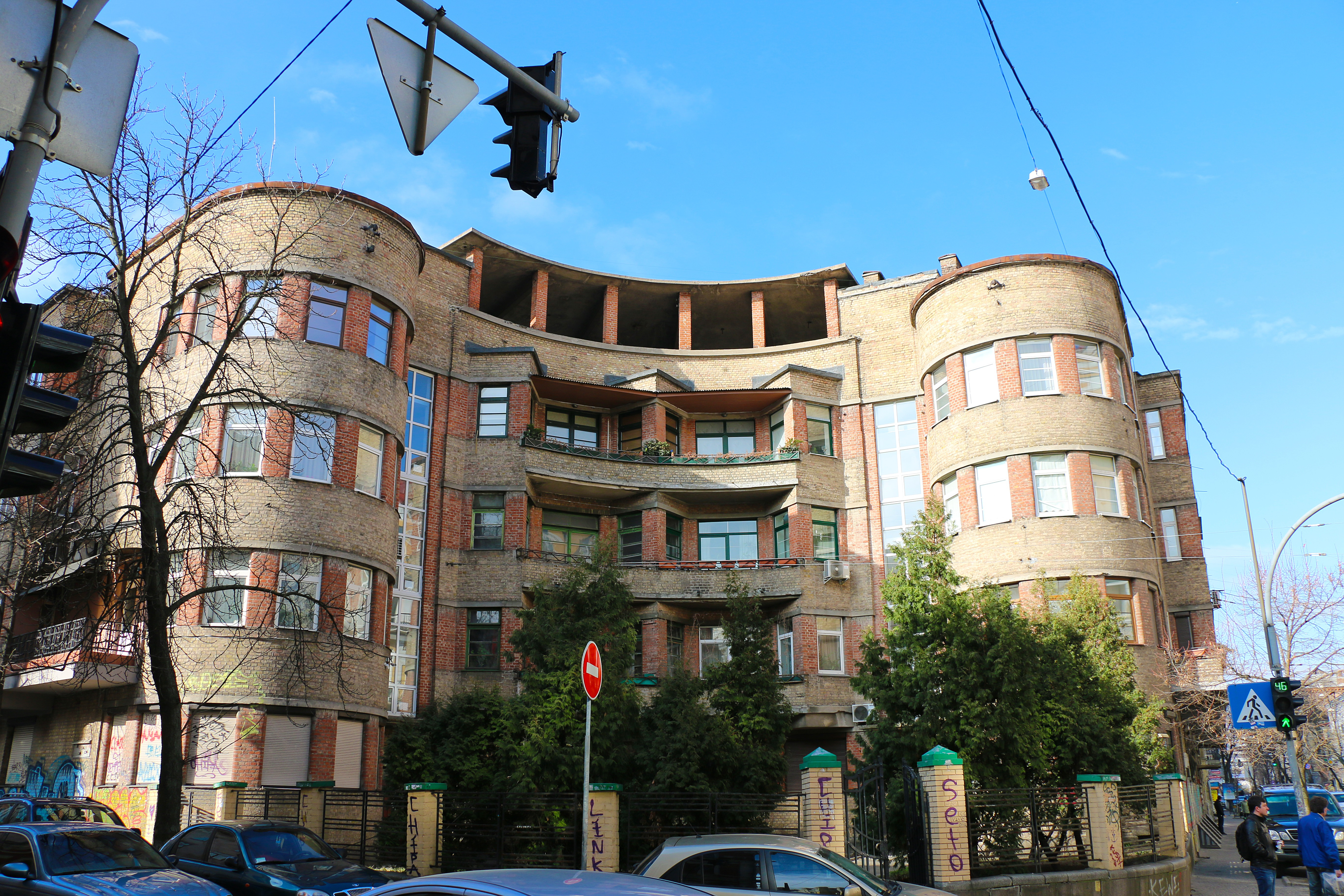
«Перший будинок лікаря»

В умовах жорсткої житлової кризи у 1920-1930-х роках будівництво житла стало можливим завдяки зусиллям житлових кооперативів, які отримували довготривалу державну позику.
1928 року київські медики об'єднались у кооператив «Радянський лікар». 1930 року за проєктом Павла Альошина звели «Будинок лікаря» на Великій Житомирській вулиці, 17/2, один із перших багатоквартирних житлових будинків радянської доби в Києві. 1931 року кооператив вирішив побудувати ще один будинок і подав до президії Київської міської ради клопотання: «Особливості професійної діяльності лікарів, які вимагають окремих умов житла, загальна криза житлоплощі і схильність до колективізації особистого побуту лікарів сприяли організації житлово-будівельного кооперативу „Радянський лікар“. Цей ЖБК відразу ж привернув до себе величезну увагу широкої лікарської маси… Надання нам такого місця зобов'язало нас зробити такий будинок, який зовні відповідав би такій центральній місцевості і відповідав би як їй, так і суміжним будівлям своїм архітектурним оформленням, і з боку внутрішнього облаштування міг би бути прикладом зразкового сучасного будинку з великим ухилом до колективізованого побуту».
Спочатку претендували на ділянку на розі вулиць Рейтарської і Олеся Гончара, 12-14/26. Однак влада виділила наріжну ділянку на Липках, які в ті часи активно заселяли адміністративні установи і комуністична номенклатура.
1931 року кооператив подав ще одне клопотання про позику у розмірі 1,5 мільйонів карбованців. Щоправда, роботи затягнулись і фактична вартість будівництва склала 4 712 505 карбованців.
1932 року Павло Альошин спільно зі своїм співавтором Олександром Колесниченком підготовили проєкт. Однак його розкритикували. Авторів звинуватили в будівництві «ідеологічно ворожого житла, яке проповідує неприйнятні класові ідеї». Саме у цей період влада затаврувала конструктивізм. 1934 року архітектори поквапились змінити конструктивістські форми на класичну стилізацію.
Остаточно будівельні роботи завершились 1939 року. А дефекти будівельників виправляли до осені 1940 року.
У вересні 1941 року будинок постраждав від пожежі, після підриву середмістя Києва радянськими диверсійними групами. Його відновили лише у січні 1949 року.

## Архітектура

Первісний «конструктивістський» проєкт 1932 року

Семиповерхова, цегляна будівля мала сім секцій, в яких розміщувалось 88 дво-, три-, чотири- і п'ятикімнатних квартир, призначених для лікарів із середнім доходом. Будинок планувався як зразок «нового радянського побуту». У ньому передбачались їдальня з кухнею, перукарня, пошта-телеграф, житлові приміщення для обслугового персоналу. У кухнях були приміщення з нішею замість дверей, призначені для проживання хатніх робітниць. У квартирах збільшено висоту стель до 3,15 м замість поширених тоді 2,85 м. В усіх квартирах були балкони і лоджії на кухні.
Крило з боку вулиці Станіславського складається з чотирьох корпусів. Між ними утворився глибокий курдонер.
Наріжжя стала головним композиційним вузлом будинку. Це — гранчаста композиція з прямокутних форм, які об'єднані знизу напівкруглим одноповерховим об'ємом.
Перекриття над цією прибудовою використовували як терасу для двох квартир зверху. Саму ж наріжну частину віднесли від червоних ліній на пів корпусу. За поясненням архітектора, «за таким розміщенням окремих елементів будівлі… вийшло максимальне використання повітря і світла за досить значних висот будівлі».
У напівкруглій прибудові на першому поверсі містились спочатку розподільник кооперативу, згодом аптека, а у новітні часи — крамниця.
Головними елементами архітектурного оформлення, за словами Альошина, були «гармонійне співвідношення мас, ритм віконних отворів сходів та інших приміщень, пласкі дахи будівлі, під пласкими навісами вежі, лоджії, балкони, огородження саду перед будівлею, закруглене наріжжя Мерінгівській вулиці (Заньковецької) з розподільником, гранітні цоколі, що переходять в підвальний поверх, дубові двері і кольорова штукатурка».
Особливістю пластики фасадів є ввігнуті вертикальні площини сходових кліток. Із ними співзвучні аркові вікна другого поверху.
Розширення сходової клітки дозволило облаштувати будинок ліфтом.
Подвір'я вирішувалося у вигляді парку. До нього вели наскрізні протипожежні в'їзди.